# ريد غونتليت
ريد غونتليت (بالإنجليزية: Redgauntlet)‏ هي رواية تاريخية نشرت عام 1824 بقلم السير والتر سكوت، وتقع أحداثها في دامفرايز، اسكتلندا عام 1765، ووصفها ماغنوس ماغنوسون بأنها "قد تعتبر أكثرها إظهارا لسيرة والتر سكوت الذاتية بين رواياته"، وهو الأمر الذي تكلم عنه أندرو لانغ من قبل. وهي تصف بدايات تمرد يعقوبي ثالث خيالي، وتتضمن "حكاية ويلي الجوال"، وهي قصة قصيرة شهيرة تظهر كثيرا في مختارات أدب سكوت.